# Euryattus
Genre
Synonymes
- Plotius Simon, 1902

Euryattus est un genre d'araignées aranéomorphes de la famille des Salticidae.

## Distribution
Les espèces de ce genre se rencontrent en Océanie, en Asie du Sud-Est et en Asie du Sud.

## Liste des espèces
Selon World Spider Catalog (version 21.5, 25/11/2020) :
- Euryattus bleekeri (Doleschall, 1859)
- Euryattus breviusculus (Simon, 1902)
- Euryattus celebensis (Merian, 1911)
- Euryattus junxiae Prószyński & Deeleman-Reinhold, 2010
- Euryattus kinabalus Prószyński & Deeleman-Reinhold, 2013
- Euryattus koomeni Prószyński & Deeleman-Reinhold, 2013
- Euryattus leopoldi (Roewer, 1938)
- Euryattus myiopotami (Thorell, 1881)
- Euryattus pengi Prószyński & Deeleman-Reinhold, 2013
- Euryattus porcellus Thorell, 1881
- Euryattus pumilio (Keyserling, 1881)
- Euryattus ventralis Prószyński & Deeleman-Reinhold, 2013
- Euryattus venustus (Doleschall, 1859)
- Euryattus wallacei (Thorell, 1881)
- Euryattus zilleae Szűts, Zhang, Gallé-Szpisjak & De Bakker, 2020

## Publication originale
- Thorell, 1881 : « Studi sui Ragni Malesi e Papuani. III. Ragni dell'Austro Malesia e del Capo York, conservati nel Museo civico di storia naturale di Genova. » Annali del Museo Civico di Storia Naturale di Genova, vol. 17, p. 1-727 (texte intégral).